# 城崎ひまり
城崎 ひまり（しろさき ひまり、1996年〈平成8年〉6月22日 - ）は、日本の女性アイドル。
大阪府出身。アイドルグループ『放課後プリンセス』6期生元メンバーで、『藍色アステリズム』『ラプラス』を経て2024年から『オトメルキュール』のメンバーとして活動している。

## 経歴
2013年から大阪にて活動を始め、2014年6月21日、『放課後プリンセス』（以下、放プリと略す）の候補生見習いとして新宿ルイードK4で初お披露目。同年11月16日、渋谷ルイードK2で行われた宮下まゆかの生誕公演において放プリの候補生に昇格。候補生の頃は地元大阪から活動拠点の東京に通ってライブに出演していた。
2015年2月18日、新宿ReNYで行われた小田桐奈々生誕ワンマンライブにおいて、放プリの正規メンバーに昇格したことを発表。同年8月19日、UNIVERSAL Jからミニ・アルバム『制服シンデレラ』をリリース。放プリ加入からわずか1年2ヵ月でのメジャーデビューとなった。以後シングル7枚・アルバム2枚に参加する等順調だったが、2018年6月25日に放プリからの卒業を発表。同年8月12日に渋谷REXで卒業公演を行い放プリメンバーとしての活動を終了した。
2019年3月1日からコスプレイヤーや舞台、ソロライブなどの活動を開始し、ニコニコ超会議やコミックマーケットにも参加。その後2020年3月、2018年6月に結成されたグラヴィティ所属のアイドルグループ『藍色アステリズム』（以下、藍アスと略す）に加入し、新体制（第2期）リーダーとしてアイドル活動を再開する。
2022年9月22日、新宿アルタ・KeyStudioで行われたライブをもって藍アスを卒業。同年11月24日、藍アスで共働した高梨真緒らと共に、グラヴィティの新グループ『ラプラス』を結成。初代リーダーとして活動するも、翌2023年7月22日、新宿アルタ・KeyStudioでの公演をもってラプラスを卒業し、グラヴィティを離れた。
2024年、フラタニティ株式会社に移籍し、新グループ『オトメルキュール』を結成。同年6月22日、新宿アルタ・KeyStudioでお披露目ライブを行う。翌2025年2月28日、藍アス時代から登壇し続けた新宿アルタ・KeyStudioが閉館。最終日の公演の大トリをオトメルキュールが飾った。

## 人物
- グループ内での担当カラーは放プリ時代から一貫して黄色である[7][23][18][24]。
- 美少女戦士セーラームーン、魔法少女まどか☆マギカ、マクロスFなどのアニメが好きで、コスプレイヤーとしても活動。
- 食生活はパンやうどんなど小麦粉製品が中心で、度々本人のSNSにアップされている。
- うさぎが大好きで飼っており、放プリ所属時には「うさみみ委員長」として親しまれた[25]。
- 小中学ではダンススクールに通い、高校時代は軽音部でボーカルを担当。アイドル活動前はニコニコ動画にて歌ってみた動画の投稿やニコニコ生放送で歌やダンスを披露していた。(本人のツイートの記述による。)
- たこ焼きのタコが嫌い。
- 放プリの第11期生である西宮愛理[注 7]とはオトメルキュールで共働している[21]。2025年1月22日にKeyStudioで開催された『オトメルキュール定期公演 オールトの雲 Vol.4』に放プリメンバー[注 8]も出演しており、ライブ後のミニゲームにも参加していた[29]。
- 放プリの先輩メンバー（5期生）であった長澤茉里奈とのコンビは「ひまりちゅう」[30]、藍アスで共働した音無のり[注 9]とのコンビは「のりひま」[32]と呼ばれていた。

## 出演

### ライブ
- 『Princess Serenade 〜My Song For You〜Zepp Divercity』（日程：2016年9月22日、会場：Zepp Divercity）※放課後プリンセスとして
- 『城崎ひまり生誕ライブ』（日程：2019年6月30日、会場：LAPIN ET HALOT）

### 舞台
- 『スリーアウト！-サヨナラ篇-』Cチーム　石野浜高校新聞部2年 斎藤瑠璃子 役（日程：2019年9月18日〜9月29日、会場：新宿シアターモリエール）

### その他
- メイドカフェ『猫の隠れ家』スタッフ（日程：2019年3月1日〜2020年3月1日。場所：東京都千代田区外神田３丁目７−８ インタスビル 2F）[33]
- ニコニコ超会議2019（2019年4月27日 - 28日、幕張メッセ）[11]
- コミックマーケット96（2019年8月9日 - 12日、東京ビッグサイト）[12][13]
- コミックマーケット97（2019年12月27日 - 31日、東京ビッグサイト）[14]

## 作品

### CD
- 放課後プリンセスのディスコグラフィについては「放課後プリンセス#作品」を参照

### DVD
- 『プリンセスの秘密は』（発売日：2017年2月17日、発売元：イーネット・フロンティア）